# Bura-Pabir jezik
Bura-Pabir (ISO 639-3: bwr), jezik čadske skupine afroazijske porodice, govore ga plemena Bura i Pabir u državama Adamawa i Borno u Nigeriji. 250 000 govornika (1987 UBS), od toga 200 000 Pabira. Ima nekoliko dijalekata: pela (bura pela), hyil hawul (bura hyilhawul). Zove se i bura-pabir, burra, bourrah, pabir, babir, babur, barburr, mya bura, kwojeffa, huve, huviya.

## Vanjske poveznice
- Ethnologue (14th)
- Ethnologue (15th)